# Direitos LGBT nas Seicheles
As pessoas lésbicas, gays, bissexuais e transgêneros (LGBT) nas Seicheles enfrentam desafios legais que não são vivenciados por residentes não-LGBT. A atividade sexual entre pessoas do mesmo sexo é legal. A discriminação no emprego com base na orientação sexual é proibida nas Seicheles, tornando-se um dos poucos países africanos a ter tais proteções para as pessoas LGBT.

## Legalidade da atividade sexual entre pessoas do mesmo sexo
Até junho de 2016, a Seção 151 do Código Penal proibiu relações sexuais entre pessoas do mesmo sexo com até 14 anos de prisão.  Os atos sexuais entre pessoas do mesmo sexo não eram cobertos pela Seção 151 ou qualquer outra lei criminal das Seicheles.
Em outubro de 2011, o governo seichelense concordou em descriminalizar atos sexuais entre pessoas do mesmo sexo "muito em breve, como o governo e a sociedade civil querem". Em 29 de fevereiro de 2016, o governo decidiu apresentar um projeto de lei para esse efeito. A Assembleia Nacional deveria considerar a medida dentro de alguns meses. O procurador-geral Ronny Govinden descartou um referendo sobre o assunto. O projeto foi aprovado em 18 de maio de 2016, em um voto 14-0. Foi assinado em lei pelo Presidente James Michel em 1 de junho, e entrou em vigor em 7 de junho de 2016.

## Reconhecimento de relacionamentos do mesmo sexo
As Seicheles não reconhecem o casamento entre pessoas do mesmo sexo ou uniões civis do mesmo sexo.
Em junho de 2015, dois homens, um nacional britânico e um nacional seichelense, casaram-se no Alto Comissariado Britânico por Lindsay Skoll, a Alta Comissária das Seychelles.

## Adoção e parentalidade
Um casal ou uma pessoa solteira pode adotar uma criança nas Seicheles.

## Proteções contra discriminação
A Lei Trabalhista, 1995, proíbe a discriminação no emprego com base na orientação sexual. Esta proibição foi adicionada ao ato em 2006. A lei prevê o seguinte: 
Seção 2. Neste ato - 

* * * *
"assédio" significa qualquer ato, discurso ou gesto hostil de uma pessoa em relação a outra pessoa que seja baseado na orientação sexual da outra pessoa ... como afetaria adversamente a dignidade da outra pessoa ou faria essa pessoa se sentir ameaçada, humilhada ou envergonhado;

Seção 46A. (1) Quando um empregador toma uma decisão de emprego contra um trabalhador com base na orientação ... do trabalhador ..., o trabalhador pode apresentar uma queixa ao Chefe do Executivo declarando todos os dados relevantes. 

## Tabela de resumo
| Atividade sexual entre pessoas do mesmo sexo legal                                                    | (Desde 2016) |
| Idade igual de consentimento                                                                          | (Desde 2016) |
| Leis antidiscriminação no emprego                                                                     | (Desde 2006) |
| Leis antidiscriminação no fornecimento de bens e serviços                                             | Não          |
| Leis anti-discriminação em todas as outras áreas (incluindo discriminação indireta, discurso de ódio) | (Desde 2006) |
| Casamentos do mesmo sexo                                                                              | Não          |
| Reconhecimento de casais do mesmo sexo                                                                | Não          |
| Adoção de enteada por casais do mesmo sexo                                                            | Não          |
| Adoção conjunta por casais do mesmo sexo                                                              | Não          |
| As pessoas LGBT autorizados a servir abertamente nas forças armadas                                   |              |
| Direito de mudar o gênero legal                                                                       |              |
| Acesso à FIV para lésbicas                                                                            |              |
| Surrogacy comercial para casais gays                                                                  |              |
| MSMs autorizados a doar sangue                                                                        | Não          |